# Hôn nhân cùng giới ở Argentina
Hôn nhân cùng giới tại Argentina đã hợp pháp kể từ ngày 22 tháng 7 năm 2010.
Argentina là quốc gia đầu tiên ở châu Mỹ Latin, thứ hai ở châu Mỹ, và thứ hai ở Nam bán cầu để cho phép hôn nhân cùng giới. Đây là quốc gia thứ mười trên thế giới cho phép hôn nhân cùng giới. Ngoài ra, kết hợp dân sự đã có mặt trên toàn quốc kể từ năm 2015, cung cấp một số quyền của hôn nhân.

## Hôn nhân cùng giới

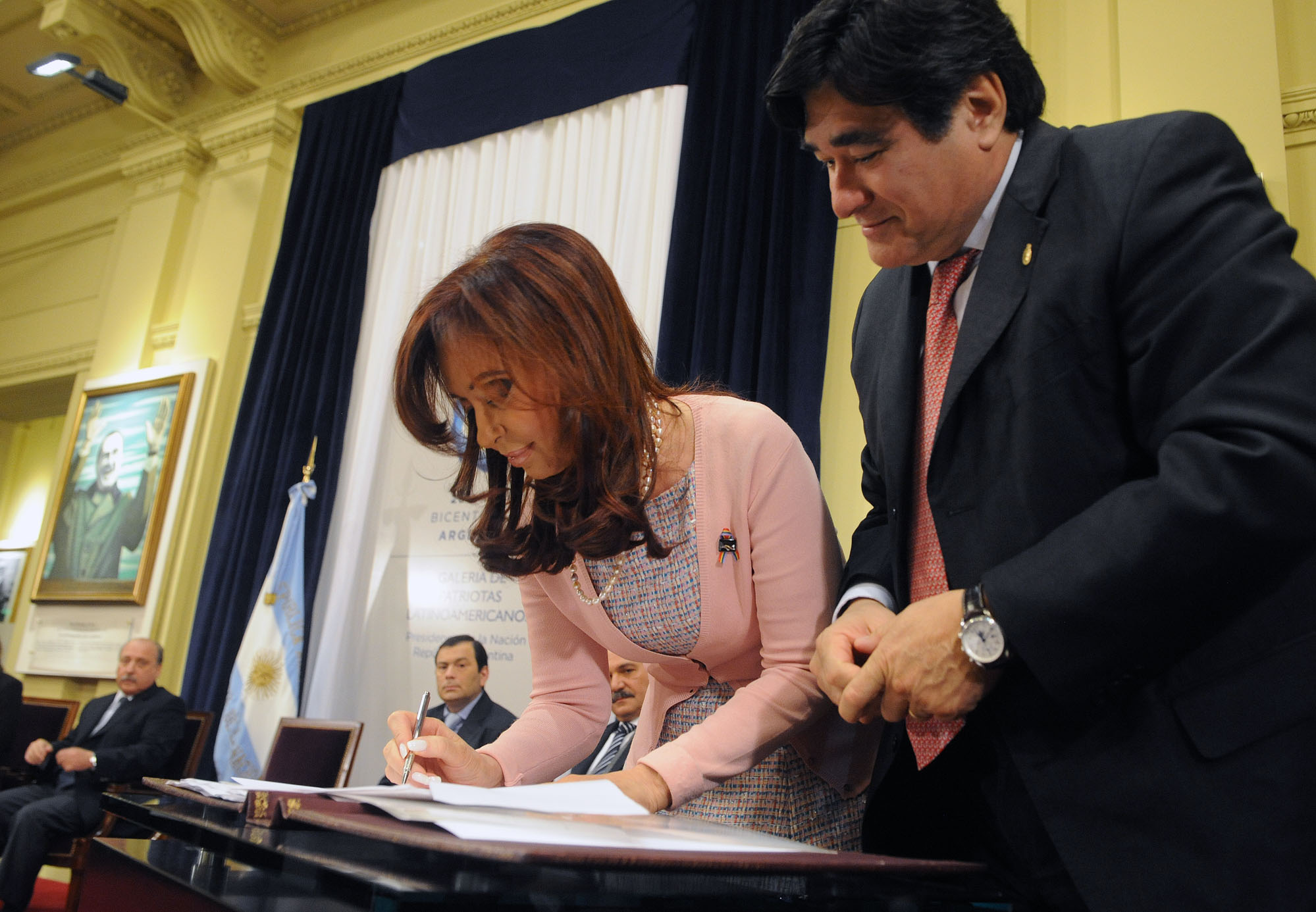
Tổng thống Cristina Fernández de Kirchner ban hành dự luật hôn nhân cùng giới, đưa Argentina trở thành quốc gia Mỹ Latinh đầu tiên hợp pháp hóa hôn nhân cùng giới.

Hai tuần trước cuộc bầu cử giữa nhiệm kỳ 2009, Bộ trưởng Tư pháp Aníbal Fernández đã đưa ra một tuyên bố rằng ông ủng hộ bắt đầu một cuộc tranh luận hôn nhân cùng giới tại Quốc hội, rằng một luật trung lập về giới sẽ "chấm dứt phân biệt đối xử",  và rằng "nhiều người đang đòi hỏi nó." Fernández cũng nói rằng cựu Tổng thống Néstor Kirchner, người chồng quá cố của thời điểm đó Tổng thống Cristina Fernández de Kirchner, đã ủng hộ một cuộc thảo luận rộng hơn về hôn nhân cùng giới ở nước này. Vào thời điểm đó, vị trí của Tổng thống Fernández de Kirchner về hôn nhân cùng giới vẫn chưa được biết đến.  Bộ trưởng Tư pháp Fernández cho biết ông hiện đang "làm việc" để trình bày dự thảo luật trước Quốc hội, và trước tiên Bộ của ông phải "đánh giá tất cả các khía cạnh khác nhau của vấn đề." Dự luật không bao giờ được trình bày.  Vào thời điểm này, các nhóm quyền LGBT dần dần giành chiến thắng trước các thành viên của Hạ viện vì sự nghiệp của họ, được hỗ trợ bởi tính chất phi tập trung của các đảng của Quốc hội, cho phép các nhóm vận động được tăng lợi nhuận.
Cuối năm 2009, Quốc hội Argentina đã xem xét hai đề xuất, được tài trợ bởi Silvia Augsburger (Đảng Xã hội) và Vilma Ibarra (Nuevo Encuentro), để thay đổi Điều 172 Bộ luật Dân sự. Vào ngày 27 tháng 10 năm 2009, các dự luật hôn nhân cùng giới đã được tranh luận trong Ủy ban Pháp luật của Phòng Đại biểu và Ủy ban Gia đình, Phụ nữ, Trẻ em và Thanh thiếu niên. Ibarra bày tỏ mong muốn có hôn nhân cùng giới ở Argentina được chấp thuận vào cuối năm 2009. Tranh luận về các dự luật tiếp tục vào ngày 5 tháng 11 và ngày 10 tháng 11, trước khi được hoãn lại và tiếp tục vào tháng 3 năm 2010. Một cuộc khảo sát được thực hiện vào thời điểm đó cho thấy 70% người Argentina ủng hộ hợp pháp hóa hôn nhân cùng giới.
Vào ngày 15 tháng 4 năm 2010, Ủy ban Pháp luật của Phòng Đại biểu và Ủy ban Gia đình, Phụ nữ, Trẻ em và Thanh thiếu niên đã đề nghị hợp pháp hóa hôn nhân cùng giới. Vào ngày 5 tháng 5 năm 2010, Phòng đại biểu đã thông qua dự luật hôn nhân cùng giới cũng cho phép các cặp cùng giới được thông qua, với số phiếu từ 125 đến 109. Vào ngày 6 tháng 7, Ủy ban Pháp luật của Thượng viện đề nghị từ chối dự luật. Dự luật ban đầu dự kiến sẽ được bỏ phiếu vào ngày 14 tháng 7. Sau một cuộc thi marathon diễn ra vào đầu giờ ngày hôm sau, ngày 15 tháng 7, Thượng viện đã thông qua dự luật kết hôn cùng giới bằng cách bỏ phiếu từ 33 đến 27. Vào ngày 21 tháng 7, Tổng thống Cristina Fernández de Kirchner đã ký dự luật thành luật. Vào ngày 22 tháng 7, luật được công bố trên công báo và có hiệu lực cùng ngày. Luật pháp cấp cho các cặp cùng giới tất cả các quyền và trách nhiệm của hôn nhân, bao gồm cả quyền nhận con nuôi. Những cuộc hôn nhân đầu tiên được thực hiện vào ngày 30 tháng 7 năm 2010.
Vào ngày 27 tháng 7 năm 2012, một cặp vợ chồng ở Buenos Aires, Alejandro Grinblat và Carlos Dermgerd, đã trở thành những người đàn ông đầu tiên ở Mỹ Latinh có được hai lần làm cha của một đứa trẻ sơ sinh. Em bé của họ, Tobías, là con trai tự nhiên của một trong hai người đàn ông và được sinh ra từ một người mẹ thay thế.  Anh trở thành người đầu tiên ở Argentina có giấy khai sinh liệt kê hai người cha.

### Phán quyết tư pháp

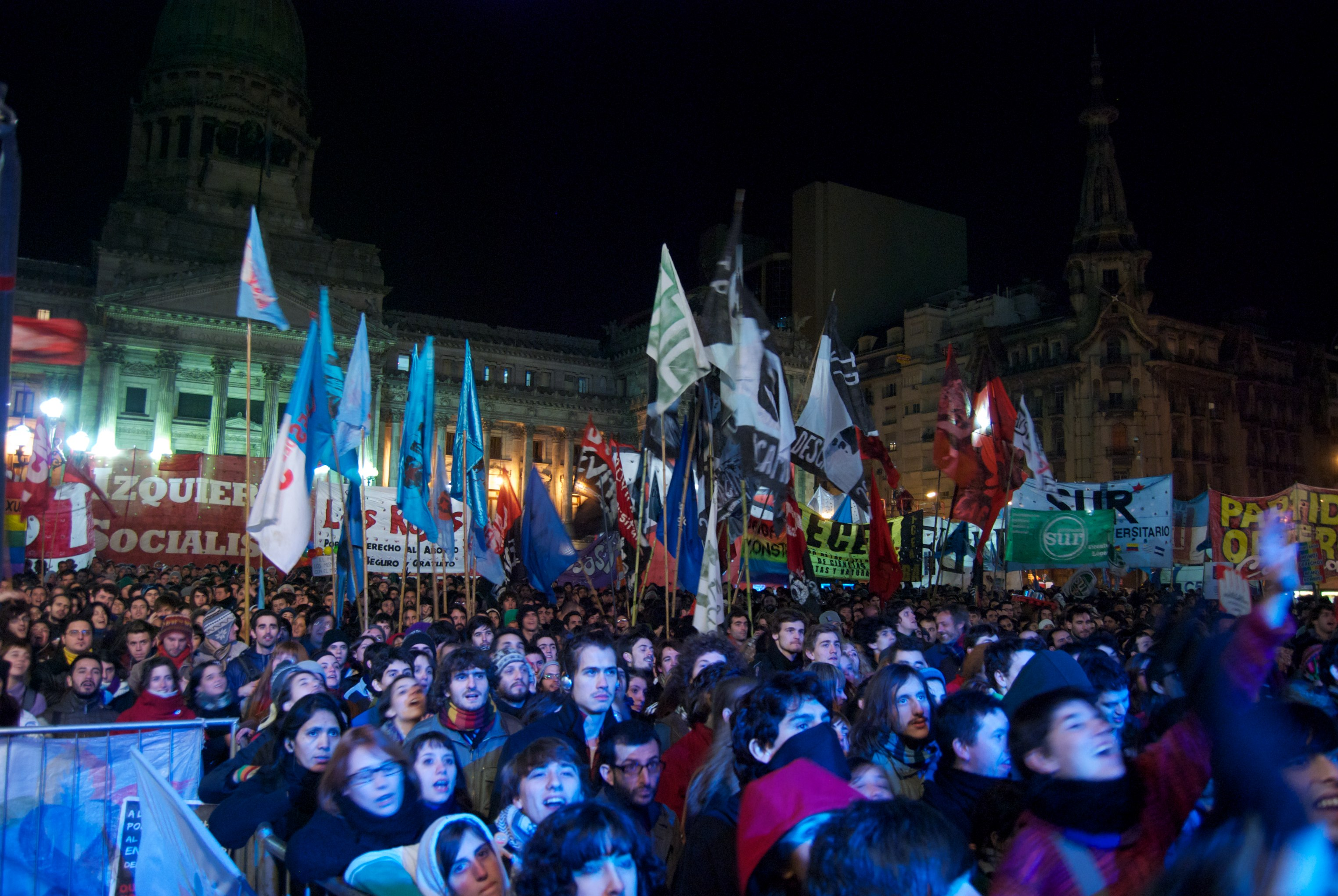
Đám đông ủng hộ hôn nhân cùng giới ở Buenos Aires

Vào ngày 12 tháng 11 năm 2009, một tòa án ở Buenos Aires đã phê chuẩn việc kết hôn của một cặp cùng giới, Alex Freyre và José María Bello, phán quyết rằng các điều khoản 172 và 188 của Bộ luật Dân sự là vi hiến. Thành phố Chánh văn phòng, Mauricio Macri, cho biết ông sẽ không kháng cáo phán quyết, nhưng cuộc hôn nhân đã bị chặn lại vào ngày 30 tháng 11 bởi một tòa án khác, đang chờ xem xét bởi Tòa án tối cao. Vào tháng 12 năm 2009, Thống đốc của Tierra del Fuego Tỉnh, Fabiana Ríos, đã ra lệnh cho cơ quan đăng ký dân sự thực hiện và đăng ký kết hôn.  Vào ngày 28 tháng 12, hai người đàn ông đã kết hôn hợp pháp tại Ushuaia, thành phố thủ phủ của tỉnh, khiến họ trở thành cặp đôi cùng giới đầu tiên kết hôn ở Mỹ Latinh. Vào ngày 14 tháng 4 năm 2010, cuộc hôn nhân được tuyên bố vô hiệu, nhưng về mặt kỹ thuật vẫn hợp pháp vì quyết định không được thông báo cho các bên. Cặp vợ chồng nói rằng họ sẽ kháng cáo quyết định của tòa án nếu được thông báo. Cặp đôi tuyên bố ly hôn vào năm 2015. Nhà báo Bruno Bimbi tiết lộ rằng, mặc dù những người đàn ông đều đồng tính, họ không phải là một cặp vợ chồng và chỉ hành động như một phần trong kế hoạch giành quyền LGBT.
Vào ngày 10 tháng 3 năm 2010, một thẩm phán ở Buenos Aires đã tuyên bố một cuộc hôn nhân cùng giới thứ hai, giữa Damián Bernath và Jorge Esteban Salazar Capón, bất hợp pháp. Vào ngày 16 tháng Tư, một cuộc hôn nhân cùng giới thứ ba giữa hai người phụ nữ đã bị hủy bỏ bởi một thẩm phán phán quyết rằng Cơ quan Đăng ký Dân sự ở Buenos Aires giới hạn hôn nhân với một người đàn ông và một người phụ nữ. Thẩm phán hành chính Elena Liberatori sau đó đã bác bỏ quyết định đó và phán quyết cuộc hôn nhân giữa hai người phụ nữ có hiệu lực, ra lệnh cho Cơ quan đăng ký dân sự của thành phố Buenos Aires giao giấy chứng nhận kết hôn cho tòa án.
Sau cuộc hôn nhân cùng giới hợp pháp đầu tiên vào tháng 12 năm 2009, bảy cặp cùng giới khác đã tham gia hôn nhân hợp pháp ở Argentina trước khi luật pháp quốc gia hợp pháp hóa hôn nhân cùng giới có hiệu lực vào cuối tháng 7 năm 2010. Tòa án tối cao đã xét xử một số vụ án liên quan đến quyền kết hôn của những người cùng giới. Vào ngày 2 tháng 7 năm 2010, một số phương tiện truyền thông đưa tin rằng Tòa án Tối cao đã có phán quyết chuẩn bị liên quan đến María Rachid và Claudia Castro vụ kiện tuyên bố các điều khoản 172 và 188 của Bộ luật Dân sự.

### Phản đối pháp luật
Vào tháng 7 năm 2010, trong khi luật pháp đang được xem xét, Đức Hồng y Jorge Bergoglio, Tổng Giám mục của Buenos Aires (sau này Giáo hoàng Phanxicô), đã viết một lá thư cho các nữ tu bị mắc kẹt của Argentina, trong đó ông nói:
Trong những tuần tới, người dân Argentina sẽ phải đối mặt với một tình huống mà kết cục của nó có thể gây tổn hại nghiêm trọng cho gia đình. Điều đáng ngại là bản sắc và sự sống còn của gia đình: cha, mẹ và các con.  Bị đe dọa là cuộc sống của nhiều đứa trẻ sẽ bị phân biệt đối xử trước, và bị tước đi sự phát triển con người của chúng do một người cha và một người mẹ và ý muốn của Thiên Chúa.  Bị đe dọa là sự từ chối hoàn toàn luật pháp của Chúa khắc sâu trong trái tim chúng ta.

Chúng ta đừng ngây thơ: Đây không phải là một cuộc chiến chính trị đơn giản;  đó là một đề nghị phá hoại cho kế hoạch của Thiên Chúa.  Đây không phải là một đề nghị lập pháp đơn thuần (chỉ là hình thức của nó), mà là một động thái của người cha dối trá tìm cách gây nhầm lẫn và lừa dối con cái của Thiên Chúa Hãy tìm đến Thánh Joseph, Mary và Đứa trẻ để hỏi một cách nhiệt thành rằng họ  bảo vệ gia đình Argentina trong thời điểm này... Họ có thể hỗ trợ, bảo vệ và đồng hành cùng chúng tôi trong cuộc chiến của Chúa.

Sau L'Osservatore Romano báo cáo điều này, một số linh mục bày tỏ sự ủng hộ của họ đối với luật pháp và một người đã bị xì hơi. Các nhà quan sát tin rằng sự đối lập gay gắt của nhà thờ và ngôn ngữ của Bergoglio, mà một đối thủ chính trị đặc trưng là "thời trung cổ, phản động", làm việc có lợi cho việc thông qua luật pháp và các quan chức Công giáo La Mã đã học được từ chiến dịch thất bại của họ chống lại luật hôn nhân cùng giới để áp dụng một giọng điệu khác trong các cuộc tranh luận sau này về các vấn đề xã hội như cha mẹ mang thai hộ. Tính đến năm 2005, hơn ba phần tư người Argentina tự nhận mình là người Công giáo La Mã, nhưng chưa đến hai phần năm trong số họ tham dự một buổi lễ tôn giáo ít nhất mỗi tháng một lần.
Eveachical các nhóm cũng tham gia phe đối lập.

### Số liệu thống kê
Số lượng các cặp cùng giới đã kết hôn ở Argentina trong những năm tiếp theo được phân bổ theo thẩm quyền như sau:
| Phân khu                                 | Hôn nhân (kể từ tháng 7 năm 2012) | Hôn nhân (kể từ tháng 7 năm 2015) |
| ---------------------------------------- | --------------------------------- | --------------------------------- |
| Thành phố tự trị của thủ đô Buenos Aires | 1,405                             | 2,998                             |
| Tỉnh Buenos Aires                        | 1,455                             | 2,278                             |
| Tỉnh Catamarca                           | 49                                | 54                                |
| Tỉnh Chaco                               | 51                                | 80                                |
| Tỉnh Chubut                              | 47                                | 65                                |
| Tỉnh Córdoba                             | 632                               | 970                               |
| Tỉnh Corrientes                          | 31                                | 170                               |
| Tỉnh Entre Ríos                          | 128                               | 215                               |
| Tỉnh Formosa                             | 44                                | 68                                |
| Tỉnh Jujuy                               | 56                                | 59                                |
| Tỉnh La Pampa                            | 58                                | 74                                |
| Tỉnh La Rioja                            | 31                                | 49                                |
| Tỉnh Mendoza                             | 389                               | 415                               |
| Tỉnh Misiones                            | 64                                | 98                                |
| Tỉnh Neuquén                             | 101                               | 114                               |
| Tỉnh Río Negro                           | 64                                | 79                                |
| Tỉnh Salta                               | 178                               | 210                               |
| Tỉnh San Juan                            | 70                                | 76                                |
| Tỉnh San Luis                            | 37                                | 55                                |
| Tỉnh Santa Cruz                          | 35                                | 61                                |
| Tỉnh Santa Fe                            | 664                               | 895                               |
| Tỉnh Santiago del Estero                 | 42                                | 71                                |
| Tỉnh Tierra del Fuego                    | 14                                | 44                                |
| Tỉnh Tucumán                             | 199                               | 225                               |

Tổng cộng 9.362 cuộc hôn nhân cùng giới đã được thực hiện trong bốn năm đầu tiên sau khi ban hành luật. Trong số này, 2.683 đã được tổ chức tại Thành phố tự trị của thủ đô Buenos Aires và 1.998 tại tỉnh Buenos Aires.
Bảy năm sau khi luật hôn nhân cùng giới được thông qua, hơn 16.200 cuộc hôn nhân cùng giới đã diễn ra ở Argentina.  4.286 và 3.836 cuộc hôn nhân cùng giới đã được thực hiện tại Thành phố tự trị của thủ đô Buenos Aires và tỉnh Buenos Aires, tương ứng. Vì luật pháp Argentina không yêu cầu các cặp vợ chồng muốn trở thành người Argentina hoặc cư dân Argentina, nhiều cặp vợ chồng từ nước ngoài đã đến Argentina để kết hôn, bao gồm nhiều cặp vợ chồng từ Chile và Paraguay. Chính điều này đã khiến Argentina, và đặc biệt là Buenos Aires, một điểm đến hôn nhân rất phổ biến đối với các cặp cùng giới.
Đến tháng 7 năm 2018, 18.000 cặp cùng giới đã kết hôn ở Argentina.